# 诺贝特·凯斯劳
诺贝特·凯斯劳（德語：Norbert Keßlau，1962年7月13日—），德国男子赛艇运动员。他曾代表西德参加1984年和1988年夏季奥林匹克运动会赛艇比赛，其中1988年奥运会获得一枚铜牌。